# Vòng loại Giải vô địch bóng đá nữ thế giới 2011 (Bảng 8 UEFA)
Bảng 8 Vòng loại Giải vô địch bóng đá nữ thế giới 2011 khu vực châu Âu là một trong các bảng đấu loại do UEFA tổ chức để chọn đội tham dự Giải vô địch bóng đá nữ thế giới 2011. Bảng gồm các đội Thụy Điển, Cộng hòa Séc, Wales, Bỉ và Azerbaijan.
Đội đầu bảng Ý giành quyền vào vòng play-off.

## Bảng xếp hạng
| Đội          | Tr | T | H | B | BT | BB | HS  | Đ  |
| ------------ | -- | - | - | - | -- | -- | --- | -- |
| Thụy Điển    | 8  | 7 | 1 | 0 | 36 | 3  | +33 | 22 |
| Cộng hòa Séc | 8  | 4 | 1 | 3 | 19 | 6  | +13 | 13 |
| Bỉ           | 8  | 3 | 1 | 4 | 18 | 13 | +5  | 10 |
| Wales        | 8  | 3 | 0 | 5 | 23 | 16 | +7  | 9  |
| Azerbaijan   | 8  | 1 | 1 | 6 | 2  | 60 | −58 | 4  |

|              | Azerbaijan | Bỉ  | Cộng hòa Séc | Thụy Điển | Wales |
| ------------ | ---------- | --- | ------------ | --------- | ----- |
| Azerbaijan   | –          | 0–0 | 0–5          | 0–3       | 2–1   |
| Bỉ           | 11–0       | –   | 0–3          | 1–4       | 2–3   |
| Cộng hòa Séc | 8–0        | 1–2 | –            | 0–1       | 2–1   |
| Thụy Điển    | 17–0       | 2–1 | 0–0          | –         | 5–1   |
| Wales        | 15–0       | 0–1 | 2–0          | 0–4       | –     |

## Kết quả
| Wales | 0–1      | Bỉ            |
| ----- | -------- | ------------- |
|       | Chi tiết | Verelst 90+4' |

| Thụy Điển                   | 2–1      | Bỉ       |
| --------------------------- | -------- | -------- |
| Asllani 30' · Landström 66' | Chi tiết | Maes 68' |

| Wales                    | 2–0      | Cộng hòa Séc |
| ------------------------ | -------- | ------------ |
| Fishlock 16' · Plewa 84' | Chi tiết |              |

| Azerbaijan | 0–3      | Thụy Điển                      |
| ---------- | -------- | ------------------------------ |
|            | Chi tiết | Seger 38', 80' · Landström 59' |

| Cộng hòa Séc    | 2–1      | Wales        |
| --------------- | -------- | ------------ |
| Pincová 8', 22' | Chi tiết | Fishlock 17' |

| Azerbaijan                 | 2–1      | Wales      |
| -------------------------- | -------- | ---------- |
| Atayeva 33' · Kaziyeva 43' | Chi tiết | Lander 29' |

| Bỉ       | 1–4      | Thụy Điển                                   |
| -------- | -------- | ------------------------------------------- |
| Maes 71' | Chi tiết | Seger 23', 65' · Landström 67' · Lindén 86' |

| Azerbaijan | 0–0      | Bỉ |
| ---------- | -------- | -- |
|            | Chi tiết |    |

| Cộng hòa Séc  | 1–2      | Bỉ                     |
| ------------- | -------- | ---------------------- |
| Pivoňková 69' | Chi tiết | Verelst 24' · Maes 27' |

| Azerbaijan | 0–5      | Cộng hòa Séc                                                             |
| ---------- | -------- | ------------------------------------------------------------------------ |
|            | Chi tiết | Nepokojova 11' · Divišová 21' · Heroldová 43' · Mocová 53' · Krůzová 87' |

| Bỉ                        | 2–3      | Wales                                       |
| ------------------------- | -------- | ------------------------------------------- |
| Philtjens 64' · Zeler 72' | Chi tiết | Dykes 19' · Daley 42' (ph.đ.) · Jones 90+1' |

| Wales | 0–4      | Thụy Điển                                                 |
| ----- | -------- | --------------------------------------------------------- |
|       | Chi tiết | Fischer 69' · Liljegärd 78' · Paulson 85' · Landström 90' |

| Bỉ | 0–3      | Cộng hòa Séc           |
| -- | -------- | ---------------------- |
|    | Chi tiết | Divišová 29', 44', 49' |

| Bỉ | 11–0     | Azerbaijan |
| --- | -------- | ---------- |
| De Cock 3', 11', 40', 42' · Philtjens 10', 26' · Heiremans 18', 54' · Onzia 35', 90+1' · Puttemans 89' | Chi tiết |            |

| Thụy Điển | 0–0      | Cộng hòa Séc |
| --------- | -------- | ------------ |
|           | Chi tiết |              |

| Thụy Điển | 17–0     | Azerbaijan |
| --- | -------- | ---------- |
| Mirzaguliyeva 19' (l.n.) · Forsberg 25', 31' · Sjögran 33', 60' · Seger 41', 45+1' · Liljegärd 44', 49', 62' · Landström 52', 66' · Asllani 55' · Asadova 63' (l.n.) · Lindén 72', 78' · Paulson 72' | Chi tiết |            |

| Cộng hòa Séc | 0–1      | Thụy Điển |
| ------------ | -------- | --------- |
|              | Chi tiết | Seger 26' |

| Wales | 15–0     | Azerbaijan |
| --- | -------- | ---------- |
| Lander 3', 7', 21', 36', 38', 72' · Harries 13', 56', 66' · Dutton 19' · Fishlock 59' · Ingle 65' · Green 81', 83' · Manley 90+2' · | Chi tiết |            |

| Cộng hòa Séc                                                                          | 8–0      | Azerbaijan |
| ------------------------------------------------------------------------------------- | -------- | ---------- |
| Divišová 6', 43' · Mocová 7' · Pivoňková 14', 57' · Martínková 17', 61' · Došková 54' | Chi tiết |            |

| Thụy Điển                               | 5–1      | Wales       |
| --------------------------------------- | -------- | ----------- |
| Schelin 12', 60' · Öqvist 45', 55', 71' | Chi tiết | Harries 81' |